# Jaciment arqueològic del Puig de les Forques
El Puig de les Forques o Serral de les Forques és  un jaciment arqueològic entre els municipis de Sant Quintí de Mediona i Sant Pere de Riudebitlles, (l'Alt Penedès), inclòs a l'Inventari del Patrimoni Arqueològic i Paleontològic de Catalunya.
Es situa en una cronologia del Paleolític mitjà, des del 90.000 b.p. al 33.000 b.p..
El jaciment es troba al vessant Nord - Nord Est del Puig de les Forques, actualment camps de vinya i ametllers. Als anys 80 Antoni Freixes, hi va realitzar unes prospeccions, concentrant-se en el vessant Nord - Nord Est. Hi va trobar ascles de gran mida, nòduls de sílex desbastats, nuclis i elements retocats de tipus escaliforme.
Tot i la inexistència d'estudis, se'l pot relacionar amb jaciments propers com La Passada i la Noguera. Ha estat catalogat com un lloc o centre de producció i explotació taller de sílex.